# (474091) 2016 KG2
(474091) 2016 KG2 es un asteroide perteneciente al cinturón de asteroides, descubierto el 21 de marzo de 2010 por el equipo del Mount Lemmon Survey desde el Observatorio del Monte Lemmon, Arizona, Estados Unidos.

## Designación y nombre
Designado provisionalmente como 2016 KG2.

## Características orbitales
2016 KG2 está situado a una distancia media del Sol de 3,092 ua, pudiendo alejarse hasta 3,626 ua y acercarse hasta 2,558 ua. Su excentricidad es 0,172 y la inclinación orbital 14,38 grados. Emplea 1986 días en completar una órbita alrededor del Sol.

## Características físicas
La magnitud absoluta de 2016 KG2 es 16,642. Tiene 2,734 km de diámetro y su albedo se estima en 0,065.